# Lijst van Nederlandse deelnemers aan de Olympische Winterspelen van 1956
Dit is een lijst van Nederlandse deelnemers aan de Winterspelen van 1956 in Cortina d'Ampezzo.
| Olympiër            | Sport       | Onderdeel                                   | Ervaring  |
| ------------------- | ----------- | ------------------------------------------- | --------- |
| Jeen van den Berg   | schaatsen   | 5000 meter                                  | debutant  |
| Kees Broekman       | schaatsen   | 500 meter 1500 meter 5000 meter 10000 meter | 3e Spelen |
| Sjoukje Dijkstra    | kunstrijden | individueel                                 | debutant  |
| Wim de Graaff       | schaatsen   | 500 meter 1500 meter 5000 meter 10000 meter | debutant  |
| Joan Haanappel      | kunstrijden | individueel                                 | debutant  |
| Gerard Maarse       | schaatsen   | 500 meter 1500 meter 5000 meter             | 2e Spelen |
| Egbert van 't Oever | schaatsen   | 10000 meter                                 | 2e Spelen |
| Nico Olsthoorn      | schaatsen   | 1500 meter                                  | debutant  |